# Алексеевский, Владимир Александрович
Владимир Александрович Алексеевский (26 октября 1884, Воронеж — 17 июня 1937, Москва) — комиссар 4-й армии, член ВЦИК первого созыва, делегат Всероссийского Учредительного собрания.

## Биография
Владимир Алексеевский родился в 1884 году в Воронеже в семье судейского чиновника, надворного советника Александра Алексеевского (из почётных граждан). В 1903 году Владимир окончил Первую Воронежскую мужскую гимназию, а в 1903-04 годах он начал принимать активное участие в работе революционных кружков в Воронеже. В результате он стал поднадзорным (с 1903 года).
В 1905 году Алексеевский стал членом Воронежского комитета Партии социалистов-революционеров (ПСР), а в 1906 — членом Московского комитета, в котором выступал в роли разъездного инструктора. По решению суда он был выслан в Вологодскую губернию, но ссылка была заменена на выезд за границу.
В 1910 году Владимир Алексеевский окончил юридический факультет Московского университета, после чего, в 1913-14 годах, получил должность помощника присяжного поверенного в Москве. После начала Первом мировой войны, в 1914-17 годах, он служил прапорщиком в 33-м артиллерийском дивизионе. В 1917 году он поручил звание поручика и стал комиссаром 4-й армии.
Алексеевский был избран делегатом от Юго-Западного фронта на I-ый Всероссийский съезд Советов рабочих и солдатских депутатов, где он стал членом Президиума и ВЦИК. В конце 1917 года он избрался в Учредительное Собрание (Румынский фронт, список № 3). Владимир Александрович стал участником заседания Собрания от 5 января 1918 года — разгона Учредительного собрания.
В феврале 1918 года Алексеевский стал помощником уполномоченного в продовольственном комитете (продкомитете) Московской области. С марта 1918 года в он живет и работает в Екатеринбурге, а с лета (после прихода восставших чехословаков) — в Самаре, где становится членом КОМУЧа.
В ноябре 1918 года Алексеевский был арестован А. В. Колчаком в Уфе и отбыл один месяц заключения в Омской тюрьме. В конце декабря он был освобожден из тюрьмы, после чего связь с ПСР порвал (о выходе из партии не объявлял). Тогда же он был мобилизован в Белую армию в чине офицера.
В 1919 году Владимир Александрович служил в армии Колчака. В конце 1919 года он работал в продкомитете в Красноярске. В июле 1920 года он, по разрешению руководителей Красноярского продкомитета, выехал в командировку в Москву и остался работать в столице. В 1920-21 годах Алексеевский служил в Красной Армии, был взводным командиром.
По окончании Гражданской войны работал консультантом по хозяйственно-правовым вопросам во Всероссийском совете кооперации инвалидов (Всекоопинсовет). Проживал в Москве по адресу Фурманный пер., д. 10, кв. 12.
3 декабря 1936 года Владимир Алексеевский был арестован и обвинен в участии в контрреволюционной повстанческо-террористической эсеровской организации. Постановлением Военной коллегии Верховного суда СССР от 17 июня 1937 года он был приговорен к высшей мере наказания и расстрелян на Донском кладбище. Реабилитирован определением Военной коллегии Верховного суда СССР от 6 ноября 1956 года.